# Gymnopternus weemsi
Gymnopternus weemsi är en tvåvingeart som beskrevs av Robinson 1964. Gymnopternus weemsi ingår i släktet Gymnopternus och familjen styltflugor.
Artens utbredningsområde är Florida. Inga underarter finns listade i Catalogue of Life.